# Malomvízszuszény
Malomvízszuszény (vagy Szuszény, románul: Suseni) település Romániában, Hunyad megyében.

## Fekvése
Hunyad megye déli részén, Hátszegtől délnyugatra helyezkedik el, Malomvíz szomszédságában, a Retyezát-hegység lábánál.

## Története
A falu határában építtette a malomvízi Kendeffy család családi kápolnáját a 14. században, mely a szomszédos - ma romokban álló - Kolcvárhoz tartozott. A kápolna ma műemlék.
Malomvízszuszény az 1870-es évek végéig Malomvíz falu részét képezte, ekkor ideiglenesen különvált, de 1890 - 1956 között ismét a faluhoz tartozott. 1956 óta ismét önálló település.
1880-ban 254 lakosa volt, ebből 246 román, 4 magyar és 4 egyéb nemzetiségű volt.
A 2002-es népszámlálás idején 204 román lakosa volt.